# Neorić
Neorić är ett samhälle i Kroatien.   Det ligger i länet Dalmatien, i den södra delen av landet, 240 km söder om huvudstaden Zagreb. Neorić ligger 472 meter över havet och antalet invånare är 875.
Terrängen runt Neorić är kuperad. Runt Neorić är det tätbefolkat, med 427 invånare per kvadratkilometer. Närmaste större samhälle är Sinj, 9,8 km öster om Neorić. Omgivningarna runt Neorić är en mosaik av jordbruksmark och naturlig växtlighet.